# Defeated
«Defeated» se anunció como tercer sencillo de Heavy Rotation, disco de Anastacia. La canción tiene un significado muy importante para la cantante, y dice así en el estribillo: "I Can´t Be Defeated" ("No Puedo Ser Derrotada"). Se estrenó en las radios italianas el 22 de febrero de 2009. Principalmente se publiacaría en formato Sencillo en CD y con videoclip, pero todo esto se canceló. Al final no se publicó porque la discográfica no creía que fuese el sencillo que resucitaría las ventas del disco aunque la cantante se empeñó puesto que sabía que los fanes la querían como próximo sencillo a través de fuentes desconocidas. Como ya era otra cancelación más por parte de la discográfica, finalmente también se canceló la promoción y publicación de más singles.
Diferentes fuentes de internet aseguran que si llega a haberse publicado de forma comercial, milagrosamente las ventas del disco hubiesen ascendido. También se apoya que otros terceros sencillos podrían haber sido "Heavy Rotation", "I Call It Love" o "The Way I See It" con buenos resultados. 

## Promoción
Anastacia hizo promoción de este sencillo en los siguientes sitios en 2009:
- En Austria en Women´s World Awards
- En Italia en Quelli che il calcio e...

## Radio
| Emisora                         | Posición más alta |
| ------------------------------- | ----------------- |
| Italia Airplay Chart            | 17                |
| Polonia Airplay Chart           | 69                |
| Letonia Europea Hit Radio Top 9 | 4                 |
| Hungría Airplay Chart           | 33                |
| España Top 20                   | 1                 |
| Rusia Airplay Chart             | 11                |
| Moscú Airplay Chart             | 20                |
| Checa Airplay Chart             | 91                |

## Publicación
| Región      | Fecha                 | Formato               |
| ----------- | --------------------- | --------------------- |
| Italia      | 22 de febrero de 2009 | Radio, CD Promocional |
| Europa      | 23 de marzo de 2009   | Radio, CD Promocional |
| Reino Unido | 18 de mayo de 2009    | Radio, CD Promocional |

- Datos: Q847169